# Dorr Felt
Dorr Eugene Felt (18 mars 1862 – 7 août 1930) est un inventeur et industriel américain.  Il inventa le comptomètre, qui fut la première machine à calculer à clavier direct à avoir connu un succès commercial réel ; ainsi que le Comptograph, qui fut la première machine à calculer à imprimante à être commercialisée.
Avec Robert Tarrant, ils furent les fondateurs de la société Felt & Tarrant Manufacturing Company qui fut incorporée le 25 janvier 1889 et qui resta à la pointe de l'industrie des machines à calculer jusqu’à l’avènement des calculatrices électroniques.

## Biographie
Dorr E. Felt est né en 1862 à Newark, dans l’État du Wisconsin, aux États-Unis. Il grandit dans la ferme familiale qu'il quitta à l'âge de quatorze ans pour chercher du travail.
Il épousa Agnes McNulty en 1891 et ils eurent quatre filles. Dorr E. Felt est mort d'une attaque cérébrale le 7 août 1930 dans sa maison de Chicago.

## Carrière
Au printemps 1878, à l'âge de 16 ans, il découvre la mécanique et obtient son premier travail dans un atelier d'usinage.
À 18 ans il commence à apprendre le français et finit par le parler couramment.
À 20 ans il déménage à Chicago où il trouve un emploi comme contremaître dans une usine de laminage.
Pendant les congés américains de Thanksgiving de 1884, il commence la construction de sa première machine à calculer, mais faute de moyens, il utilise une boite de macaroni pour l'extérieur, des élastiques au lieu de ressorts ainsi que des piques à brochettes et des agrafes.  Ce prototype est désormais au musée du  Smithsonian aux États-Unis.
Robert Tarrant, le propriétaire d'un atelier de construction mécanique de Chicago, lui permettra de construire un premier prototype complet et ils s’associent le 28 novembre 1887 avant de créer la société Felt & Tarrant Manufacturing Company le 25 janvier 1889. Le 11 juin 1889, il inventa le comptographe. L'un des premiers comptographes vendus est actuellement au musée du Smithsonian.